# Tiotkino (oblast de Koursk)
Tiotkino (en russe : Тёткино) est une commune urbaine du raïon de Glouchkovo dans l'oblast de Koursk, en Russie. Sa population s'élevait à 3 852 habitants au recensement de 2021.

## Géographie
La commune urbaine de Tiotkino se situe dans l'oblast de Koursk, un oblast de la partie européenne de la Russie. La commune urbaine fait partie du raïon de Glouchkovo, avec Glouchkovo comme centre administratif.

## Histoire

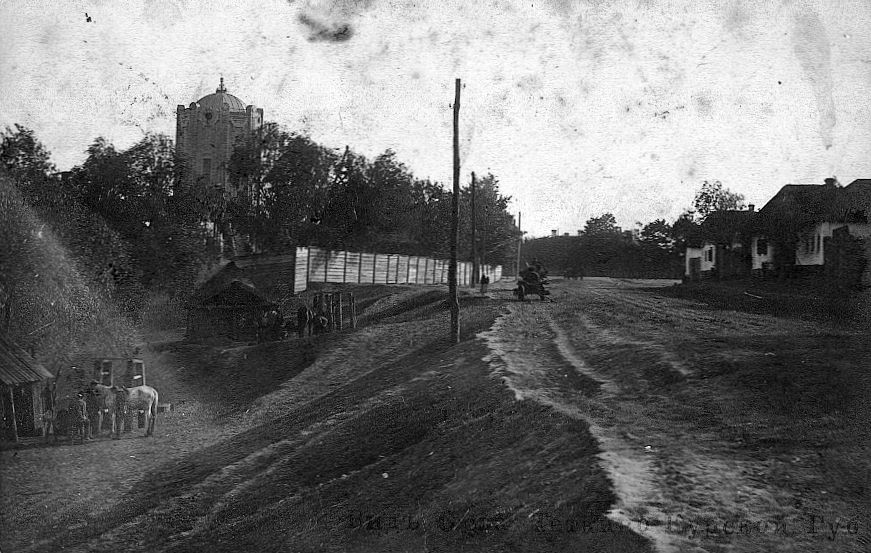
En 1913.

Lors de la guerre russo-ukrainienne le village est le cadre de combats entre les troupes russes et ukrainiennes.

## Démographie
Recensements (*) et estimations de la population :
| 2002 * | 2010* | 2021* | - |
| ------ | ----- | ----- | - |
| 5 224  | 4 223 | 3 852 | - |